# Caenoprosopon trichocerum
Caenoprosopon trichocerum är en tvåvingeart som först beskrevs av Jacques-Marie-Frangile Bigot 1892.  Caenoprosopon trichocerum ingår i släktet Caenoprosopon och familjen bromsar. Inga underarter finns listade i Catalogue of Life.